# Ленинский сельсовет (Добрушский район)
Ленинский сельсовет (белор. Ленінскі сельсавет) — административная единица на территории Добрушского района Гомельской области Республики Беларусь. Административный центр — агрогородок Ленино.

## История
16 декабря 2009 года в состав Ленинского сельсовета включена деревня Красный Партизан, входившая в состав Кузьминичского сельсовета.
18 октября 2023 года Ленинский сельсовет Добрушского района и Ленинский сельсовет Житковичского района Гомельской области подписали соглашение о сотрудничестве. 

## Состав
Ленинский сельсовет включает 4 населённых пункта:
- Завидовка — деревня
- Красный Партизан — агрогородок
- Лениндар — посёлок
- Ленино — агрогородок

## Достопримечательность
- Храм святителя Николая Чудотворца в аг. Ленино
- Церковь Рождества Богородицы в аг. Красный Партизан